# Сан-Габриэле-Арканджело-алл’Аква-Траверса (титулярная церковь)
Титулярная церковь Сан-Габриэле-Арканджело-алл’Аква-Траверса (лат. Titulus Sancti Gabrielis Archangeli ad Aquam Transversam) — титулярная церковь была создана Папой Иоанном Павлом II 28 июня 1988 года. Титул принадлежит церкви Сан-Габриэле-Арканджело-алл’Аква-Траверса, расположенной в пригороде Рима Делла Виттория, на виале Кортина-д’Ампеццо, которая является приходской церковью, учрежденной 30 августа 1956 года.

## Список кардиналов-священников титулярной церкви Сан-Габриэле-Арканджело-алл’Аква-Траверса
- Жан Маржо (28 июня 1988 — 17 июля 2009, до смерти);
- Хосе Мануэль Эстепа Льяуренс (20 ноября 2010 — 21 июля 2019, до смерти);
- Фридолин Амбонго Безунгу (5 октября 2019 — по настоящее время).